# Arrest Steendijkpolder I
Het arrest Steendijkpolder I (HR 9 oktober 1992, NJ 1994/286) is een arrest van de Nederlandse Hoge Raad dat betrekking heeft op aansprakelijkheid van de gemeente uit onrechtmatige daad jegens opvolgende verkrijgers, na de uitgifte van verontreinigde bouwgrond met bouwplicht.
De verontreiniging was een gevolg van opgespoten baggerspecie uit de Rotterdamse haven. Thema's:
- Exoneratiebeding
- Verjaringstermijn
- Vordering uit wanprestatie (tegen Pakwoningen BV)
- Vordering uit onrechtmatige daad (tegen de gemeente Maassluis)
- Impliciete garantie vanwege bouwplicht.

## Samenvatting
De Steendijkpolder is in 1962-1964 opgehoogd met baggerspecie uit de Rotterdamse havens. In 1976 zijn bouwkavels met bouwplicht verkocht aan aannemers, die dezelfde kavels met (nog te bouwen) woning hebben doorverkocht aan particuliere kopers. In 1983 blijkt de grond ernstig verontreinigd. Vier echtparen stellen (o.a.) de gemeente Maassluis aansprakelijk voor de waardedaling van hun woningen. Ze worden in het gelijk gesteld. De uitgifte van kavels met bouwplicht impliceert een garantie dat de grond geschikt is voor woningbouw en vrij is van ernstige verontreiniging. Op grond van deze garantie is de gemeente jegens bewoners aansprakelijk uit onrechtmatige daad, wegens de uitgifte van verontreinigde bouwgrond. Bewoners die hun huis nog niet hebben verkocht, hebben recht op abstracte schadevergoeding.

## Casus
Betrokkenen:
- Gemeente Maassluis
- Pakwoningen BV (destijds Eurowoningen BV)
- bewoners van zaaknr. 14668 t/m 14670: drie echtparen die hun huis intussen hebben verkocht
- bewoners van zaaknr. 14671: een echtpaar dat het huis nog niet heeft verkocht.

In 1976 kopen vier echtparen een bouwkavel in de wijk Steendijkpolder van Pakwoningen BV, die de grond tevoren heeft gekocht van de gemeente Maassluis, onder de verplichting om daar een complex woningen te stichten. De gemeente levert de kavels rechtstreeks aan de bewoners. Krachtens aannemingsovereenkomst bouwt Pakwoningen BV op deze kavels woningen in opdracht van de bewoners. Op 23 augustus 1983 ontvangen de bewoners bericht van het Openbaar Lichaam Rijnmond dat de grond onder hun huizen verontreinigd is.
De gemeente Maassluis heeft in 1962-1964 de Steendijkpolder door de gemeente Rotterdam laten verhogen met 3 à 3,5 meter baggerspecie afkomstig uit de haven. In 1983 blijkt dat het gebruikte slib was verontreinigd met onder meer bestrijdingsmiddelen als aldrin en teladrin, en voorts met zware metalen, arseen, reinigingsmiddelen en olie. De Dienst Centraal Milieubeheer Rijnmond concludeert na onderzoek dat de polder voor bodemsanering in aanmerking komt. De rijksoverheid besluit tot een sanering op grond van de Interimwet bodemsanering.

## Procesgang
De bewoners stellen (o.a.) de gemeente aansprakelijk uit onrechtmatige daad wegens de uitgifte van verontreinigde grond. Ze vorderen schadevergoeding inzake de verminderde waarde van hun woningen. Drie echtparen hadden hun woning inmiddels verkocht; hun schade kon concreet worden berekend. Eén echtpaar had de woning nog niet verkocht en eiste eveneens schadevergoeding. Tevens is Pakwoningen BV aansprakelijk gesteld uit wanprestatie.
De vorderingen van de bewoners zijn door de rechtbank afgewezen. Dit vonnis is in hoger beroep door het hof vernietigd, en de vorderingen zijn door het hof alsnog toegewezen. De gemeente Maassluis is veroordeeld tot schadevergoeding op te maken bij staat. Het cassatieberoep van de gemeente is verworpen.

### Hof
Het hof overwoog:

13

Onder deze omstandigheden heeft Maassluis naar het oordeel van het hof tegenover geïntimeerden onrechtmatig gehandeld.
Zij heeft immers het door geïntimeerden gekochte perceel als bouwgrond uitgegeven –en daarbij zelfs een bouwplicht opgelegd–
terwijl zij wist althans in redelijkheid heeft moeten begrijpen dat de woonbestemming van dit perceel, gelet op al het bovenstaande, uit een oogpunt van volksgezondheid bezwaren opriep, al was het alleen maar omdat bij vele woningen nu eenmaal
tuinen worden aangelegd en in die tuinen ook tuinbouwprodukten kunnen worden verbouwd en in elk geval kinderen zullen spelen.

14

Voor zover door Maassluis in dit verband nog een beroep werd gedaan op de ‘stand van de wetenschap’ ten tijde van het opspuiten van de Steendijkpolder en op de daarvoor afgegeven vergunningen en dergelijke, verwerpt het hof dit beroep, aangezien de kern van het verwijt aan Maassluis niet in de tijd van dat opspuiten ligt, maar bijna vijftien jaar later, toen de Steendijkpolder door Maassluis als bouwgrond werd uitgegeven.

En voor zover Maassluis met die ‘stand van de wetenschap’ de periode van deze uitgifte op het oog heeft, verwerpt het hof dat beroep eveneens, nu in casu niet de stand van de wetenschap in het algemeen maar de eigen kennis van Maassluis beslissend is.

15

Voor zover door Maassluis nog een beroep op ‘eigen schuld’ van geïntimeerden wordt gedaan, verwerpt het hof dit beroep, aangezien een eventuele schuld van geïntimeerden in het niet zinkt bij de schuld van Maassluis.

16

Maassluis heeft zich verder nog beroepen op een tussen haar en Pakwoningen overeengekomen en aan geïntimeerden doorgegeven exoneratieclausule. 17 Ook dit beroep wordt door het hof verworpen.

19

Uit een en ander volgt dat Maassluis voor de door geïntimeerden geleden c.q. alsnog te lijden schade op grond van onrechtmatige daad aansprakelijk moet worden geacht.

#### Abstracte schadevergoeding
Zaak nr. 14671

6

(...) Appellanten hebben, mede aan de hand van een (...) taxatierapport, uitvoerig betoogd dat hun woning aanzienlijk
in waarde is gedaald en dat deze waardedaling een gevolg is van de verontreiniging.

8

Het hof is van oordeel dat in een geval als het onderhavige de schade in verband met de waardedaling van een woning abstract mag worden berekend en dat, hiervan uitgaande, reeds op dit moment aannemelijk is dat appellanten door de bodemverontreiniging schade hebben geleden. Daar komt nog bij dat voor een schadestaatveroordeling zoals in casu werd gevorderd reeds de mogelijkheid van schade voldoende is (HR 13 juni 1980, NJ 1981, 185). Schade bij appellanten lijkt eens te meer aannemelijk wanneer men bedenkt dat, zoals tussen alle partijen vaststaat, de bodemsanering vermoedelijk slechts een zeer beperkt karakter zal hebben (...) en dat het bekende verschijnsel van een schade-auto die, ondanks volledig herstel, toch in waarde blijkt te zijn gedaald (HR 13 dec. 1963, NJ 1964, 449) zich bij een bodemverontreiniging eveneens kan voordoen.
Naar aanleiding van stellingen van geïntimeerden verdient daarbij nog opmerking, dat een waardedaling als gevolg van een
geruchtenstroom, verband houdende met de onderhavige bodemverontreiniging, wel degelijk vergoedbare schade oplevert en dat
psychosociale-effecten eveneens relevant zijn. (...) De grief is derhalve gegrond.

#### Aansprakelijkheid uit wanprestatie
13

Het hof komt thans toe aan de vraag of Pakwoningen [BV] in verband met het bovenstaande door appellanten uit wanprestatie kan worden aangesproken.

15

Het hof acht in dit verband allereerst van belang dat bij de koop/aannemingsovereenkomst een ABC-akte, hierboven in punt 3 sub b vermeld, aan appellanten een bouwverplichting werd opgelegd, hetgeen impliceert dat het onderhavige perceel als bouwgrond werd verkocht en geleverd en dat Pakwoningen ervoor instond dat de aldus geleverde grond in alle opzichten geschikt zou zijn om daarop woningen te bouwen. Naar het oordeel van het hof staat deze omstandigheid aan een beroep op de verborgen gebreken-regeling in de weg. Een verkoper kan zich immers niet, met een beroep op genoemde regeling, aan een dergelijke garantieverplichting onttrekken.

### Hoge Raad
De Hoge Raad volgt de visie van het hof en bevestigt het arrest.
Bij gronduitgifte met bouwplicht ontstaat een (impliciete) garantieverplichting dat de kavels geschikt zijn voor woningbouw en vrij zijn van ernstige verontreiniging. Vanwege deze garantie kan de gemeente Maassluis zich niet beroepen op een exoneratiebeding.
De gemeente is aansprakelijk uit onrechtmatige daad vanwege de uitgifte van verontreinigde grond.
De schade die voortvloeit uit de waardedaling van de woningen komt voor vergoeding in aanmerking.
Het echtpaar dat nog in het betreffende huis woont, heeft recht op abstracte schadevergoeding.